# Giorgos Lampropoulos
Giorgos Lampropoulos (griechisch Γιώργος Λαμπρόπουλος, * 10. Juli 1999) ist ein griechischer Leichtathlet, der sich auf den Sprint spezialisiert hat.

## Sportliche Laufbahn
Erste internationale Erfahrungen sammelte Giorgos Lampropoulos im Jahr 2016, als er bei den U18-Balkan-Meisterschaften in Kruševac in 49,17 s die Bronzemedaille im 400-Meter-Lauf gewann. Im Jahr darauf belegte er bei den U20-Balkan-Meisterschaften in Pitești in 47,88 s den vierten Platz und anschließend schied er bei den U20-Europameisterschaften in Grosseto mit 48,61 s in der ersten Runde aus. 2021 gelangte er bei den Balkan-Meisterschaften in Smederevo mit 48,76 min auf Rang neun und anschließend verpasste er bei den U23-Europameisterschaften in Tallinn mit der griechischen 4-mal-400-Meter-Staffel mit 3:12,30 min den Finaleinzug. Im Jahr darauf kam er bei den Balkan-Meisterschaften in Craiova mit der Staffel nicht ins Ziel.
2021 wurde Lampropoulos griechischer Meister in der 4-mal-400-Meter-Staffel.

## Persönliche Bestleistungen
- 400 Meter: 47,24 s, 17. Juni 2017 in Patras